# Casa di Nettuno e Anfitrite

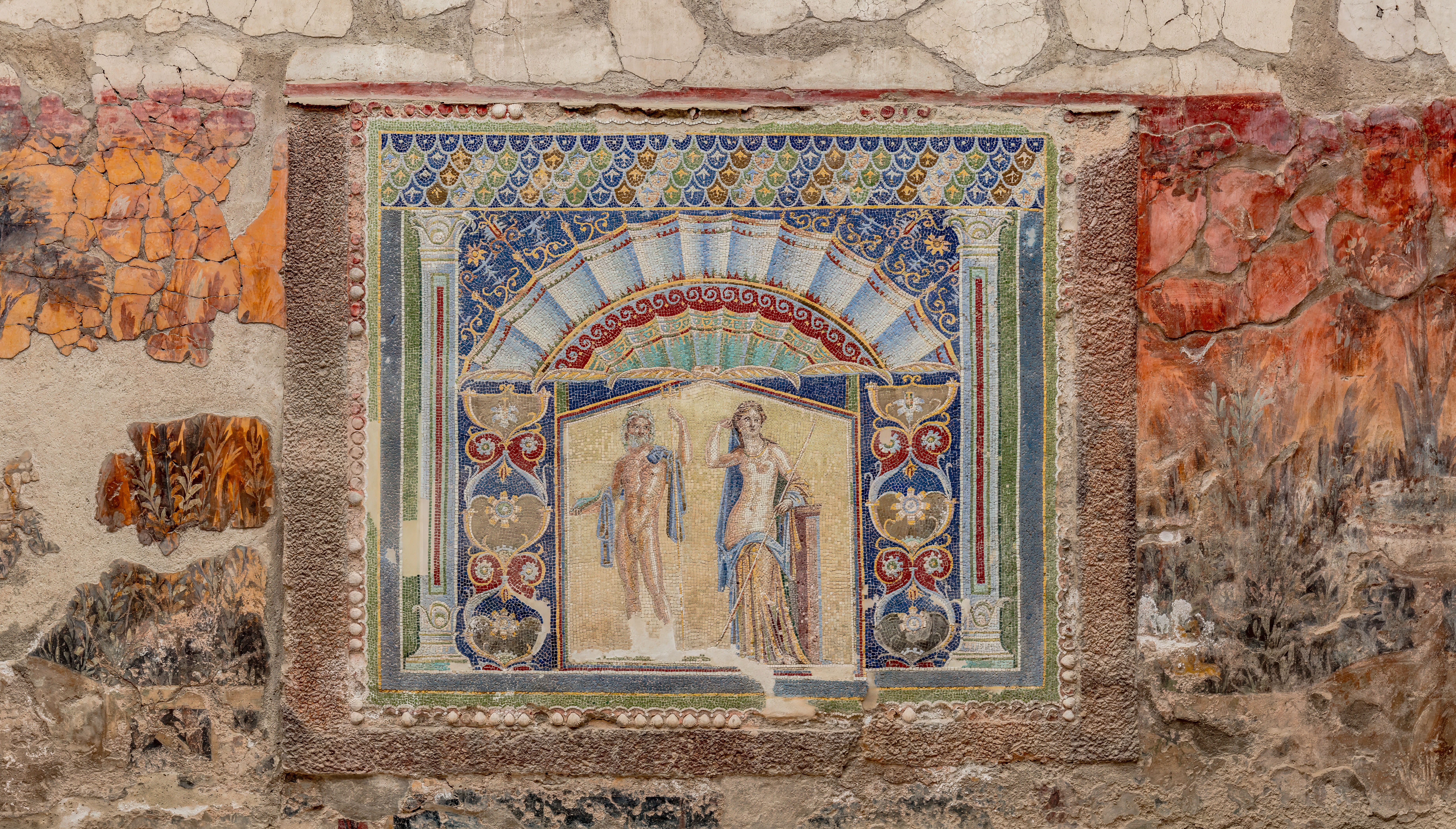
Mosaik mit Neptun und Amphitrite

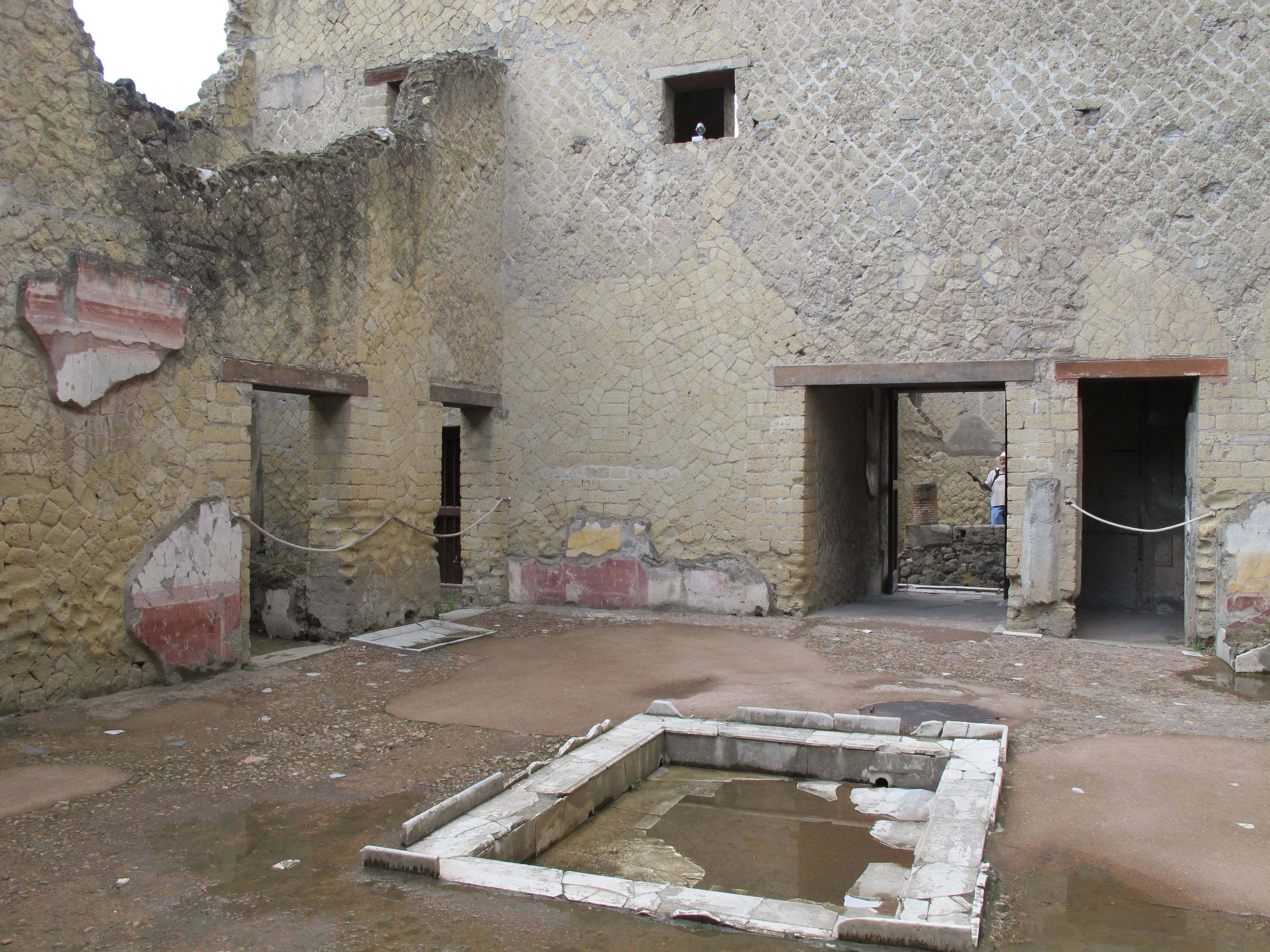
Das Atrium des Hauses

Die Casa di Nettuno e Anfitrite (Haus des Neptun und der Amphitrite) ist ein relativ kleines, zweigeschossiges, aber ausgesprochen reich dekoriertes Haus in Herculaneum (Insula V,7). Es ist bekannt vor allem wegen seines Mosaiks im Nymphäum, auf dem der Meeresgott Neptun und seine Gemahlin Amphitrite dargestellt sind. Das Wandmosaik, auf das sich der moderne Name des Hauses bezieht, gehört zu den bekanntesten Kunstwerken aus den vom Vesuv verschütteten Städten und wird immer wieder in Kunstbüchern oder auf Postkarten abgebildet. Das zweistöckige Haus wurde 1935 unter der Leitung von Amedeo Maiuri ausgegraben. Bei früheren Grabungen, vor allem im 18. Jahrhundert, wurden Teile des Hauses gefunden und zahlreiche Objekte entfernt.
Der Eingang des Hauses liegt im Norden. Links vom Eingang befinden sich die Küche und die Latrine. Rechts vom Eingang befindet sich ein großes Geschäft. Vom Eingang gelangt man in die Fauces und dann direkt ins Atrium. Gegenüber von Eingang liegt das Tablinum. Es hatte einst ein aufwendiges Mosaik, das aber im 18. Jahrhundert entfernt wurde. Wenig ist von den einstigen Wandmalereien im 4. Stil erhalten. Hinter dem Tablinum befindet sich ein Nymphäum. Die Rückwand ist bemalt und zeigt eine Gartenlandschaft. Im Zentrum befindet sich das Mosaik mit Neptun und der Amphitrite. Die beiden Gottheiten sind stehend dargestellt, innerhalb eines rechteckigen Feldes mit goldenem Hintergrund. Darüber ist eine Muschel dargestellt, links und rechts befinden sich reiche Ornamentbänder, wie sie typisch für den 4. Stil sind. An der linken Wand befindet sich eine halbrunde Nische, links und rechts blaue Felder, auf denen man Jagdszenen sieht. Hunde jagen Hirsche. In der oberen Hälfte der Wand befinden sich verschiedene marmorne Theatermasken. Rechts vom Nymphäum befindet sich das Triclinium (Speisesaal) des Hauses, von wo man einen guten Blick auf das reich ausgestattete Nymphäum hatte. Auch dieser Raum ist mit nicht gut erhaltenen Malereien im 4. Stil ausgestaltet. Im Obergeschoss des Hauses gibt es verschiedene Räume, die zum Teil gut erhalten sind und auch zum Teil ausgemalt sind.

## Anmerkung
1. ↑  Konsequenterweise sollte hier Salacia, wie der römische Name der Göttin lautet, genannt werden, da im Falle von Neptun, im modernen Namen des Hauses, der römische Namen genannt wird und nicht der griechische Poseidon.

Koordinaten: 40° 48′ 22″ N, 14° 20′ 51″ O